# Space One
Space One, pseudonimo di Piergiorgio Severi (Milano, 13 febbraio 1971), è un rapper italiano.

## Biografia

### Anni novanta
Esordisce giovanissimo con il brano "African Business-In Zaire" (1990) seguito da un altro successo internazionale come "BitMax-Just dance for me" (1991). Contattato da Albertino, scrive e registra 4 Peace 4 Unity che in Inghilterra si rivelò un vero e proprio tormentone. 4 Peace 4 Unity, che contiene un campionamento di All My Love dei Led Zeppelin, è solo una delle 14 tracce che compongono il suo primo disco Every Kinda Rap, prodotto e mixato da Albertino. Chiusa la parentesi americana, Space torna in Italia e riprende a scrivere testi hip hop ma questa volta in lingua madre.
Nel 1992 Space One incontra gli Articolo 31 e insieme a J-Ax e il writer Raptuz fonda la storica crew hip hop Spaghetti Funk (oltre agli attuali membri, tra i tanti ne hanno fatto parte DJ Jad e Posi Argento). Nel 1996 realizza un featuring con gli Articolo 31 nell'album Così com'è creando l'ironico brano Latin Lover. Nello stesso anno partecipa al primo brano Spaghetti Funk e pubblica So Funk, prodotto interamente da DJ Jad. L'EP contiene gli inediti SO Funk e IL Guardiano del funk più i rispettivi remix.
Nel 1997 pubblica il suo secondo album in studio Tutti contro tutti, prodotto da DJ Jad e da cui viene estratto il singolo con tanto di video Profumi di strada. L'album contiene 10 tracce tra cui I primi della lista con J-Ax più 2 tracce fantasma, la rivisitazione de Il guardiano del funk e La mia mano. Oltre J-Ax vi sono featuring con i cantanti R. Jones e Paolo Brera. Nello stesso anno registra il brano Nell'olimpo con gli dei per l'album di DJ Enzo Tutti x uno. Nel 1998 collabora ancora con gli Articolo 31, nel brano SF Vai bello (con Grido, Thema e DJ Enzo) e Non c'è sveglia, insieme a Thema e gira in tour con gli Articolo 31 e gli Spaghetti Funk. Nel 1999 esce Xché sì! degli Articolo 31, dove figura nuovamente una collaborazione con Space One nel brano OUH.

### Anni duemila
Nel 2001 partecipa al film degli Articolo 31 Senza filtro e realizza insieme ai Gemelli DiVersi il brano Made in Italy contenuta nel loro secondo album 4x4. L'anno seguente pubblica il terzo album Il cantastorie, disco decisamente diverso dal precedente, con brani più radiofonici e ironici. Il primo singolo estratto è Aiutami a distruggerti, rivisitazione in chiave hip hop del brano di Michele Zarrillo Cinque Giorni. L'album contiene collaborazioni con la Pooglia Tribe in Colpo di tacco, Grido, Thema, J-Ax e Posi Argento nel brano SF A.A.D.D.S.S, ancora Posi Argento nell'ultima traccia Non ti sopporto più.
Nel 2002 esce Domani smetto, sesto album degli Articolo 31 e contenente un featuring con Space One, Tony Fine e Thema: Passa il funk. Space One stanco e deluso per la brutta strada che l'hip hop italiano stava prendendo decide di smettere con la musica continuando però a girare in tour con gli Articolo 31, prendendo parte pure all'Italiano medio Tour.
Dopo cinque anni di assenza dalla scena musicale, Space One si fa risentire nel brano in freedownload Snob Reloaded con J-Ax, Club Dogo, Marracash e Chief. Nel novembre del 2007, annuncia l'imminente ritorno con un nuovo album intitolato Il ritorno, un regalo per i fan che dopo tante richieste l'hanno convinto a tornare sulle scene. Space One durante la preparazione del suo nuovo album prende parte al Di sana pianta Tour con J-Ax e The Styles.
Il ritorno esce il 15 ottobre 2007, con collaborazioni dei Club Dogo, Marracash, Vincenzo da Via Anfossi, Chief, J-Ax e Gemelli DiVersi. Per questo nuovo album, Space One deluso dalle major decide di autoprodursi il disco, snobbando radio e TV. Il nuovo album è decisamente più crudo rispetto a Il cantastorie, canta la sua rabbia, in 10 tracce che affrontano diverse tematiche, dalla politica, alla guerra passando per l'amore e la rabbia verso gli infami. Nello stesso disco è presente la traccia Piove nero, un dissing rivolto a DJ Jad, che ha sancito la totale rottura tra gli Articolo 31.
Per l'occasione Space One riunisce la Spaghetti Funk e insieme a J-Ax, Grido e Thema, e registra in esclusiva per Il ritorno il nuovo brano Amici un cazzo prodotta da THG della quale viene realizzato un videoclip. Il 23 gennaio 2009 è uscito Rap n' Roll il nuovo album di J-Ax nel quale Space One compare nel brano Freedrink.
Space One ha registrato insieme a Grido, Thema, Strano, THG, J-Ax e DJ Zak, Senza fine, il nuovo brano Spaghetti Funk, title track del Greatest Hits dei Gemelli DiVersi uscito il 20 febbraio 2009. Space One sta aprendo i concerti di J-Ax con un live tutto suo, oltre che accompagnarlo sul palco per l'intero tour. A inizio marzo esce il nuovo singolo Come Scarface, in regalo con l'acquisto della maglia di "ScarSpace". Nel febbraio 2012 esce SPA-ZIO, un brano inedito del rapper. Successivamente, esce un altro pezzo di Space One intitolato Gigante sul beat di Mondo Marcio e prodotto dalla mondo records. Il singolo parla della sua rivalità con i nuovi rapper del nuovo decennio. 
Appare in un breve messaggio finale nell'album di Max Pezzali Hanno ucciso l'Uomo Ragno 2012, alla fine della traccia Con un deca (feat Club Dogo).

## Discografia

### Album in studio
- 1991 – Every Kinda Rap
- 1997 – Tutti contro tutti
- 2001 – Il cantastorie
- 2007 – Il ritorno

### EP
- 1996 – So Funk

### Singoli
- 1997 – Profumi di strada
- 1997 – Hey Deejay
- 2001 – Aiutami a distruggerti
- 2001 – Provo per te
- 2010 – Come Scarface
- 2012 – SPA-ZIO
- 2019 – Isola di città (feat. Chiara Galiazzo)

## Video musicali
- 1997 – Profumi di strada
- 2001 – Aiutami a distruggerti
- 2007 – Amici un cazzo

## Collaborazioni
- 1996 – Articolo 31 feat. Space One – Latin lover (da Così com'è)
- 1998 – DJ Enzo feat. Space One – Nell'olimpo con gli dei (da Tutti x uno)
- 1998 – Articolo 31 feat. Space One, Grido e Thema – Vai bello (da Nessuno)
- 1998 – Articolo 31 feat. Space One e Thema – Non c'è sveglia (da Nessuno)
- 1999 – Articolo 31 feat. Space One – Ouh! (da Xché sì!)
- 2001 – Gemelli DiVersi feat. Space One – Made in Italy (da 4x4)
- 2002 – Articolo 31 feat. Space One, Thema e Tony Fine – Passa il funk (da Domani smetto)
- 2006 – J-Ax feat. Space One, Marracash, Club Dogo e Chief – S.N.O.B. Reloaded
- 2009 – J-Ax feat. Space One – Freedrink (da Rap n' Roll)
- 2009 – Gemelli DiVersi feat. Space One, J-Ax – Senza fine (da Senza fine 98-09 - The Greatest Hits)
- 2009 – Bassi Maestro feat. Space One, Esa – La La Song Remix
- 2012 – DJ Fabio B feat. Space One – In Syncro (da Infinito - The EP)
- 2012 – Gemelli DiVersi feat. J-Ax, Space One, DJ Zak – Spaghetti Funk Is Dead (da Tutto da capo)
- 2020 – Valentina Parisse feat. Space One – Ogni bene